# Thành Hoa
Thành Hoa (chữ Hán giản thể: 成华区, Hán Việt: Thành Hoa khu) là một quận thuộc thành phố Thành Đô, Cộng hoà Nhân dân Trung Hoa. Đây là một trong 5 quận nằm trong thành Thành Đô (Ngũ Thành Khu) Quận này có diện tích 110,6 km2, dân số 581.000 người. Trong lịch sử, đây là khu vực thuộc huyện Hoa Dương và huyện Thành Đô sau nhập lại lấy tên đầu ghép lại thành Thành Hoa. Quận được thành lập ngày 1 tháng 1 năm 1991. Quận Thành Hoa được chia thành 14 nhai đạo, quận lỵ đóng tại nhai đạo Mãnh Truy Loan. Các nhai đạo gồm: Mãnh Truy Loan, Song Kiều Tử, Kiến Thiết Lộ, Phủ Thanh Lộ, Nhị Tiên Kiều, Khiêu Đặng Hà, Tân Hồ Lộ, Song Thủy Niễn, Vạn Niên Trường, Đào Hề Lộ, Thánh Đăng, Bảo Hoà, Thanh, Đàm.